# Blackburn Shark
Blackburn Shark là một loại máy bay ném bom ngư lôi trên tàu sân bay của Anh, do hãng Blackburn Aircraft chế tạo. Nó bay lần đầu vào ngày 24/8/1933 và đưa vào trang bị của Không quân Hải quân Hoàng gia, Không quân Hoàng gia Canada, Hải quân Bồ Đào Nha, nhưng nó nhanh chóng lỗi thời và đến năm 1938, Fairey Swordfish bắt đầu thay thế nó trong quân đội.

## Biến thể
- B-3: Mẫu thử ném bom-ngư lôi.
- B-6: Mẫu thử Shark.
- Shark Mk I:
- Shark Mk II:
- Shark Mk IIA:
- Shark Mk III:

## Quốc gia sử dụng
Canada
- Không quân Hoàng gia Canada

 Bồ Đào Nha
- Hải quân Bồ Đào Nha

 Anh Quốc
- Không quân Hải quân Hoàng gia
- Không quân Hoàng gia

## Tính năng kỹ chiến thuật (Shark Mark II)
Dữ liệu lấy từ The British Bomber since 1914
Đặc điểm tổng quát
- Kíp lái: 3
- Chiều dài: 35 ft 3 in (10,75 m)
- Sải cánh: 46 ft (14,02 m)
- Chiều cao: 12 ft 1 in (3,68 m)
- Diện tích cánh: 489 ft² (45 m²)
- Trọng lượng rỗng: 4.039 lb (1.836 kg)
- Trọng lượng có tải: 8.111 lb (3.687 kg)
- Động cơ: 1 × Armstrong Siddeley Tiger VI, 760 hp (567 kW)

 Hiệu suất bay 
- Vận tốc cực đại: 130 knot (150 mph, 242 km/h)
- Vận tốc hành trình: 103 knot (118 mph, 190 km/h)
- Tầm bay: 543 hải lý (625 mi, 1.006 km)
- Trần bay: 15.600 ft (4.760 m)
- Vận tốc lên cao: 895 ft/phút (4,55 m/s)
- Tải trên cánh: 16,6 lb/ft² (81,9 kg/m²)
- Công suất/trọng lượng: 0,0937 hp/lb (154 W/kg)
- Lên độ cao 6.500 ft (2.000 m): 7 phút 6 giây
- Thời gian bay 4,9 giờ

Trang bị vũ khí

- Súng: 1 súng máy Vickers.303 in (7.7 mm) và 1 súng máy Vickers hoặc súng máy Lewis 0.303 in (7.7 mm)
- Bom: 1 quả ngư lôi 1.800 lb (820 kg) 18 inch (460 mm) hoặc bom 1.600 lb (730 kg).